# Ливанско-турецкие отношения
Ливанско-турецкие отношения — двусторонние дипломатические отношения между Ливаном и Турцией.

## История
Во время Холодной войны между странами практически не существовало контактов. Одной из причин этому стала внутренняя политическая нестабильность в Ливане, которая в итоге привела к началу Гражданской войны в этой стране. Затем Ливан попал в зависимость от соседней Сирии, которая стала оказывать влияние и на внешнюю политику этой страны. В 2005 году сирийские войска покинули Ливан и отношения этой страны с Турцией значительно улучшились.
В 2006 году Турция сыграла активную посредническую роль в разрешении конфликта между Израилем и Ливаном. В ноябре 2010 года премьер-министр Турции Реджеп Тайип Эрдоган подписал Политическую декларацию о создании Совета стратегического сотрудничества и координации с Ливаном.

## Торговля
В 2013 году Турция экспортировала в Ливан товаров на сумму 1,161 млрд. долларов США, а экспорт товаров из Ливана в Турцию составил сумму 204 млн. долларов США. В 2012 году Турцию посетило 144 491 туристов из Ливана.